# SN 1989X
SN 1989X – niepotwierdzona supernowa odkryta 30 listopada 1989 roku w galaktyce A072815+6354. W momencie odkrycia miała maksymalną jasność 17,50m.